# Sturmgeschütz-Brigade 280
De Sturmgeschütz-Abteilung 280 / Sturmgeschütz-Brigade 280 / Heeres-Sturmgeschütz-Brigade 280 was tijdens de Tweede Wereldoorlog een Duitse Sturmgeschütz-eenheid van de Wehrmacht ter grootte van een afdeling, uitgerust met gemechaniseerd geschut. Deze eenheid was een zogenaamde Heerestruppe, d.w.z. niet direct toegewezen aan een divisie, maar ressorterend onder een hoger commando, zoals een legerkorps of leger.
Deze Sturmgeschütz-eenheid kwam in actie in de zuidelijk sector van het oostfront van november 1943 tot april 1944. Daarna teruggetrokken voor herbouw naar Denemarken, inzet in Nederland (Arnhem en Noord-Brabant, in de Elzas en eindigend in Oberbayern.

## Krijgsgeschiedenis

### Sturmgeschütz-Abteilung 280

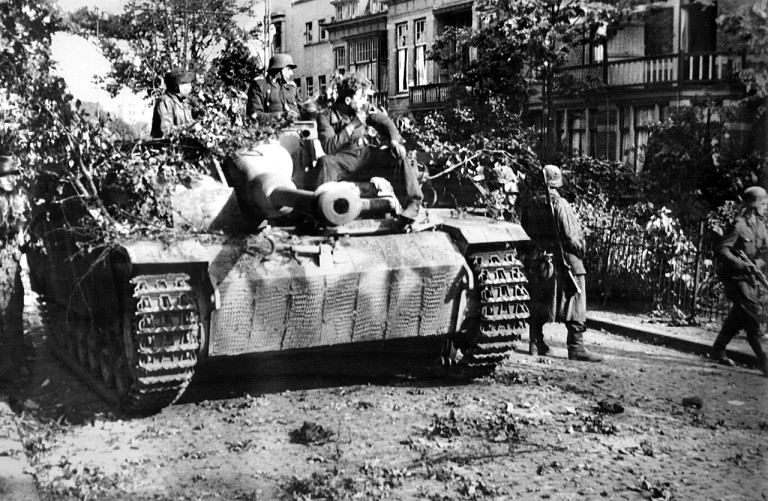
StuG III met manschappen van de 9e SS Panzer Division op de Utrechtseweg in Arnhem

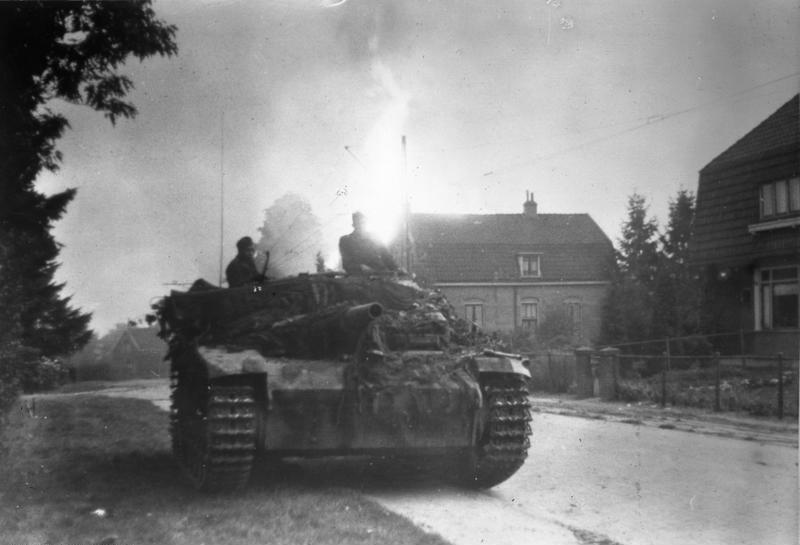
StuH 42 in Arnhem

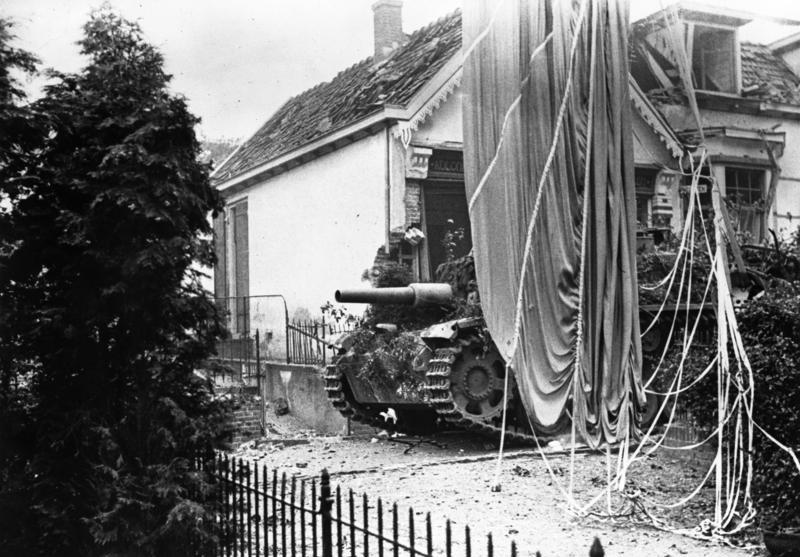
StuH 42 aan de Weverstraat in Oosterbeek

Sturmgeschütz-Abteilung 280 werd opgericht op Oefenterrein Schweinfurt op 1 augustus 1943 met een kader van Sturmgeschütz-Abteilung 191. Medio augustus werd de Abteilung verplaatst naar “Aufstellungsstab West” in “Camp du Ruchard” bij Tours in Frankrijk. Begin oktober werd de Abteilung op transport gesteld naar het oostfront, waar deze in actie kwam begin november in het gebied Zjytomyr – Berdichev. De eerste actie was het ontzetten van een omsingelde groep van 1200 Waffen-SS recruten vlak bij Zjytomyr. Vanaf 12 januari 1944 werd vervolgens deelgenomen aan de defensieve gevechten bij Shepetovka.
Op 14 februari 1944 werd de Abteilung omgedoopt in Sturmgeschütz-Brigade 280.

### Sturmgeschütz-Brigade 280
De omdoping in Sturmgeschütz-Brigade betekende echter geen organisatorische verandering, de samenstelling bleef gelijk. Begin april 1944 nam de brigade in samenhang met de 9e SS-Panzer-Division deel aan de ontzetpoging van Tarnopol, maar liep hier zware verliezen op. De brigade verzamelde zich bij Jarosław en werd daarop eind april 1944 naar Denemarken verplaatst, naar Aabenraa, voor herbouw. Onder andere het personeel van de 2e Batterij van Sturmgeschütz-Brigade 226 werd hiervoor gebruikt.
Op 10 juni 1944 werd de brigade omgedoopt in Heeres-Sturmgeschütz-Brigade 280.

### Heeres-Sturmgeschütz-Brigade 280
Ook nu betekende de omdoping geen organisatorische verandering, de samenstelling bleef opnieuw gelijk. Begin juli 1944 volgde dan een verplaatsing naar Strellev. Nog steeds had de brigade geen nieuwe Sturmgeschützen gekregen. Die kwamen pas medio september.
Op 17 september werd de brigade op twee treinen geladen in Varde, voor transport naar Aken. Maar toen de treinen die nacht bij Hamburg waren, werd bevel gegeven de route te veranderen naar Bocholt: er moest ingegrepen worden vanwege de geallieerde luchtlandingen bij Arnhem. Op 19 september arriveerde daar een batterij met 7x StuG III en 3x StuH42 en greep in de daaropvolgende week succesvol in, in de gevechten tegen de para’s van de Britse 1e Luchtlandingsdivisie. Daarna werd deze eenheid op 29 september verplaatst naar Noord-Brabant om te helpen tegen de geallieerde opmars daar. De brigade slaagde erin deze opmars sterk te vertragen gedurende de daaropvolgende maand, via acties bij o.a. Hoogerheide en Made en van 4-6 november 1944 terugtrekkend over de Moerdijkbruggen. Op 19 november werd de brigade dan op de trein gezet in Utrecht en overgebracht naar de Colmar pocket, waar op 24 november 1944 de aankomst was. Hier bleef de brigade totdat de geallieerden op 20 januari 1945 de aanval openden om deze pocket te elimineren. Hier behaalde de brigade nog een succesje door in een tegenaanval samen met de 708e Volksgrenadierdivisie, het 30e Infanterieregiment van de Amerikaanse 3e Infanteriedivisie me stevige verliezen terug te jagen over de net overgestoken Ill. Maar het mocht niet baten: het Duitse bruggenhoofd was tegen 9 februari 1945 ontruimd. Later die maand kwam de brigade onder bevel van het 24e Leger en medio maart volgde een verplaatsing naar het gebied tussen Trier en Saarbrücken. De uiteindelijk terugtocht in april liep van Speyer, via Schwäbisch Hall (26 april) en Leipheim naar Oberbayern, naar Wasserburg am Inn. Daar eindigde het voor de brigade.

### Einde
De Heeres-Sturmgeschütz-Brigade 280 capituleerde op 4 mei 1945 in Oberbayern aan Amerikaanse troepen.

## Samenstelling
- Staf
- 1e Batterij
- 2e Batterij
- 3e Batterij

## Commandanten
| Rang      | Naam            | Begin                 | Eind                  |
| --------- | --------------- | --------------------- | --------------------- |
| Hauptmann | Heinzle         | 1 augustus 1943       | 14 oktober 1943       |
| Major     | Kurt Kühme      | 14 oktober 1943       | januari 1945          |
| Hauptmann | Fritz Sebald    | oktober/november 1944 | oktober/november 1944 |
| Hauptmann | Wilhelm Lechens | 10 februari 1945      | 4 mei 1945            |